# Sciurus
Sciurus, del griego clasico σκιά (skiá), "sombra", y οὐρά (ourá), "cola", es un género de roedores esciuromorfos de la familia Sciuridae que contiene a la mayoría de ardillas de cola tupida de Norteamérica, Europa, zonas templadas de Asia, Centroamérica y Sudamérica.

## Especies

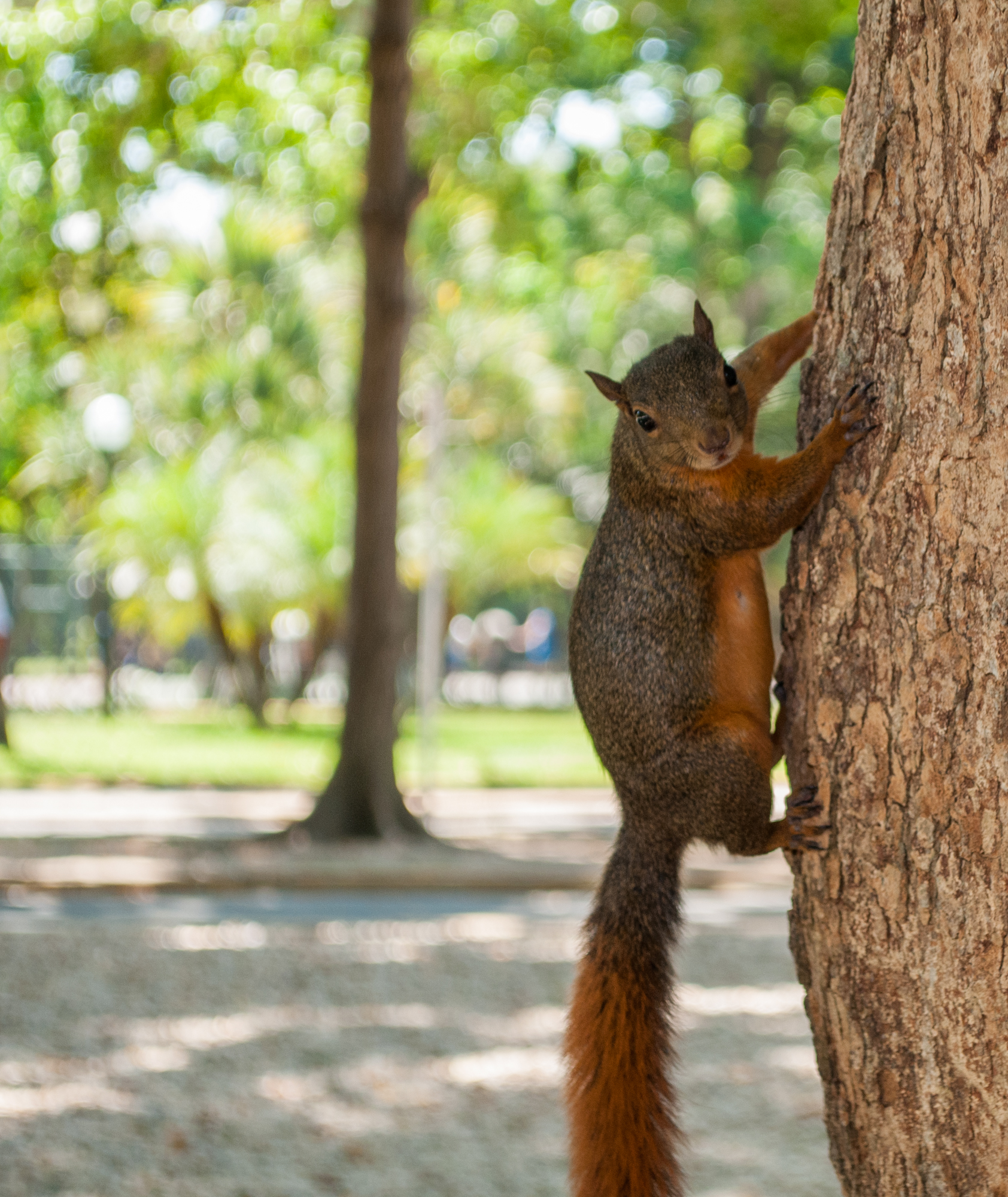
Sciurus granatensis

Se han descrito las siguientes especies:
- Género Sciurus
  - Subgénero Sciurus
    - Sciurus degus - Ardilla chilena o común
    - Sciurus alleni - Ardilla de Allen
    - Sciurus arizonensis - Ardilla gris de Arizona
    - Sciurus aureogaster - Ardilla gris mexicana
    - Sciurus carolinensis - Ardilla gris oriental
    - Sciurus colliaei - Ardilla gris del Pacífico
    - Sciurus deppei - Ardilla de Deppe
    - Sciurus lis - Ardilla de Japón
    - Sciurus meridionalis - Ardilla de Calabria
    - Sciurus nayaritensis - Ardilla zorro mexicana
    - Sciurus niger - Ardilla zorro oriental
    - Sciurus oculatus - Ardilla de Peter
    - Sciurus variegatoides - Ardilla variegada
    - Sciurus vulgaris - Ardilla roja o común
    - Sciurus yucatanensis - Ardilla de Yucatán

  - Subgénero Otosciurus
    - Sciurus aberti - Ardilla de Abert

  - Subgénero Guerlinguetus
    - Sciurus aestuans - Ardilla de Brasil
    - Sciurus gilvigularis - Ardilla de cuello amarillo
    - Sciurus granatensis -Ardilla de cola roja
    - Sciurus ignitus - Ardilla de Bolivia
    - Sciurus ingrami - Ardilla gris misionera
    - Sciurus pucheranii - Ardilla andina
    - Sciurus richmondi - Ardilla de Richmond
    - Sciurus sanborni - Ardilla de Sanborn
    - Sciurus stramineus - Ardilla guayaquil

  - Subgénero Tenes
    - Sciurus anomalus - Ardilla persa

  - Subgénero Hadrosciurus
    - Sciurus flammifer - Ardilla fiera
    - Sciurus pyrrhinus -Ardilla roja de Junín

  - Subgénero Hesperosciurus
    - Sciurus griseus - Ardilla gris occidental

  - Subgénero Urosciurus
    - Sciurus igniventris - Ardilla roja del Amazonas norte
    - Sciurus spadiceus - Ardilla roja del Amazonas sur